# Cheumatopsyche okinawana
Cheumatopsyche okinawana là một loài Trichoptera trong họ Hydropsychidae. Chúng phân bố ở miền Cổ bắc.